# Niedarzyno (Kaczkowo)
Niedarzyno – przysiółek wsi Kaczkowo w Polsce, położony w województwie pomorskim, w powiecie wejherowskim, w gminie Łęczyce.
Przed II wojną jego nazwa brzmiała Kol. Meddersin, po wojnie wprowadzono obecną nazwę Niedarzyno.
W latach 1975–1998 przysiółek administracyjnie należał do województwa gdańskiego.

## Historia
Od XVI w. do 1945 r. Niedarzyno było osadą młyńską, często wzmiankowaną w wizytacjach państwowej domeny lęborskiej jako "Miedarzyński Młyn", która obsługiwała kilka sąsiednich wsi, w tym Łęczyce, Kaczkowo, Świetlino, Chmieleniec. Młyn wystawił w 1534 r. Marcin Wejher z Bożegopola Wielkiego na ziemi państwowej, poza granicami swoich włości, co było przedmiotem wieloletnich sporów.